# 坦迪爾
坦迪爾（西班牙語：Tandil）是阿根廷城市，布宜诺斯艾利斯省坦迪尔区首府，位於布宜諾斯艾利斯省中东部，距離首都布宜諾斯艾利斯360公里。处于坦迪利亚山链之上，海拔高度188米。由布宜诺斯艾利斯省长马丁·罗德里格斯准將以“独立堡”之名，于1823年4月4日建造。
起初人口为400人，且长期受到印第安人围堵。近些年，该市人口增长显着，高于阿根廷平均水平，现有超过140,000名居民。
城市气候温和，平均温度为13.4°C，城市被分为区。每年平均降雨量888毫米。
城市经济基于农业、畜牧业、冶金、商业、采矿业（受到生态组织质疑）、和旅游业，由其后者在近年来显著增长，尤其是在庆祝圣周假期。同样一些软件公司驻扎在此，使其成为科技城。

## 名称

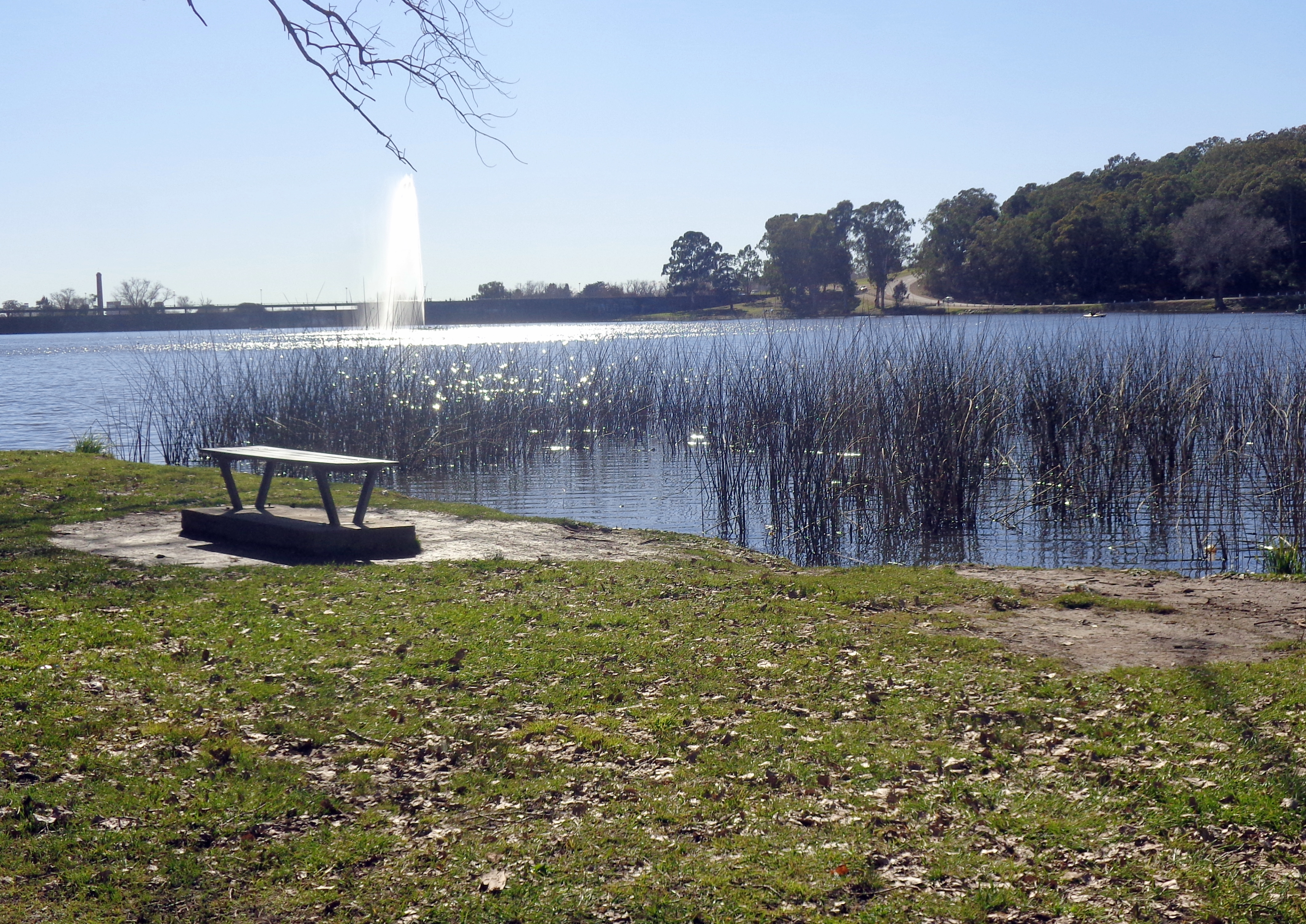
堡垒湖

关于坦迪尔名称由来，广为流传是当地一位印第安部落酋长的名字。然而也有人认为其来源于一条河流之名。
这个地名可能来自北特维尔切人的死语言，意为最高处，与围绕在坦迪利亚周围的平原低地有关。同样，部分学者对马普切语进行研究，认为“lil”为“dil”（意为石头或巨岩）的变形，而“tan”源于“thaun”（意为“跳动”），根据该说法“坦迪尔”意为“跳动的石头”，即指摇摆岩。

## 外部連結
- （西班牙文） Official government website（页面存档备份，存于）
- （西班牙文） Hotels, business and gastronomy guide of Tandil（页面存档备份，存于）
- （西班牙文） Tandil, lugar soñado
- （西班牙文） La Piedra Movediza（页面存档备份，存于）
- （西班牙文） El Monte Calvario[永久]
- （西班牙文） Cerro el Centinela（页面存档备份，存于）
- （西班牙文） Universidad Nacional del Centro de la Provincia de Buenos Aires (university)（页面存档备份，存于）
- （西班牙文） Nueva Era, Traditional Local Newspaper（页面存档备份，存于）
- （西班牙文） Tandilfullchat,Gente de Tandil
- （西班牙文） Information of hotels, restaurants and shopping

1. ↑  . www.tandil.gov.ar.   [2023-03-18]. （原始内容存档于2022-12-02）.
2. ↑  . LA NACION. 2021-07-18  [2023-03-18]. （原始内容存档于2023-03-18） （西班牙语）.
3. ↑  . Welcome Argentina.   [2023-03-18]. （原始内容存档于2022-12-04） （西班牙语）.